# 충주 나들목
충주 나들목(Chungju IC)은 충청북도 충주시 대소원면 완오리에 설치된 중부내륙고속도로의 22번 교차로이다. 나들목 진출입로는 대소원면 장성리와 접하고 있다. 충주시내 및 대소원면, 주덕읍 등지로 진출할 수 있으며, 인근에 충주기업도시, 한국교통대학교 충주캠퍼스, 건국대학교 글로컬캠퍼스가 있다.

## 연혁
- 2002년 12월 20일 : 중부내륙고속도로 여주 ~ 충주 구간 개통에 따라 영업 개시[1]

## 구조물 정보
- 위치: 충청북도 충주시 대소원면 완오리
- 영업소: 충청북도 충주시 대소원면 중부내륙고속도로 225

## 접속하는 도로
- 중원대로 (국도 제3호선, 국도 제36호선, 지방도 제525호선)
- 간접 연결 : 지방도 제599호선 (첨단산업로, 첨단삼거리 이용)

## 교통량 정보
| 요금소        | 통행량 (대/일) | 통행량 (대/일) | 통행량 (대/일) | 통행량 (대/일) | 통행량 (대/일) | 통행량 (대/일) | 통행량 (대/일) | 통행량 (대/일) | 통행량 (대/일) | 통행량 (대/일) | 각주  |
| 요금소        | 2001년         | 2002년         | 2003년         | 2004년         | 2005년         | 2006년         | 2007년         | 2008년         | 2009년         | 2010년         | 각주  |
| ------------- | -------------- | -------------- | -------------- | -------------- | -------------- | -------------- | -------------- | -------------- | -------------- | -------------- | ----- |
| 충주 (폐쇄식) | 미개통         | 2,808          | 3,417          | 3,706          | 3,826          | 4,057          | 4,142          | 4,025          | 4,250          | 4,385          | [ 2 ] |
| 요금소        | 2011년         | 2012년         | 2013년         | 2014년         | 2015년         | 2016년         | 2017년         | 2018년         | 2019년         |                | [ 2 ] |
| 충주 (폐쇄식) | 4,637          | 4,731          | 4,795          | 4,469          | 3,780          | 3,798          | 3,746          | 3,534          | 3,441          |                | [ 2 ] |